# Gasi
Gasi (hangŭl: 가시, letteralmente "spina") è un film sudcoreano del 2014 diretto da Kim Tae-gyun.

## Trama
Joon-ki, ex giocatore di rugby, insegna educazione fisica in un liceo femminile e aspetta il primo figlio dalla moglie Seo-yeon. Nonostante sia abituato alle attenzioni speciali delle studentesse, le cose prendono una piega pericolosa quando una di loro, Young-eun, s'innamora di lui e gli dichiara senza timore i suoi sentimenti. Prigioniero della nostalgia per la sua adolescenza, combattuto sull'imminente paternità, e tentato dal fascino e dalla bellezza della ragazza, Joon-ki inizia una relazione con lei, salvo lasciarla poco dopo preda dei sensi di colpa. L'amore di Young-eun, però, si trasforma in ossessione e la ragazza comincia a vedere ogni persona legata a lui come un ostacolo, sconfinando sempre più nella pazzia.

## Produzione
Il film vede collaborare nuovamente il regista Kim Tae-gyun e l'attore Jang Hyuk per la prima volta dopo Volcano High del 2001. Il regista lesse il copione per la prima volta a un concorso nel 2007, rimanendo colpito dalla sottile linea tra amore e ossessione di cui parlava. Volendo che il personaggio della studentessa incarnasse sia l'innocenza, sia la pura attrazione sessuale, Kim sottopose ad audizione duecentocinquanta attrici prima di scegliere Jo Bo-ah, che con Gasi debutta sul grande schermo.
Il titolo iniziale del film era Ttalgi u-yu (딸기우유, letteralmente "latte alla fragola"), bevanda preferita del personaggio di Jo Bo-ah, ma il titolo fu poi cambiato in Gasi perché, come detto da Kim, "Nel film non c'è nulla di dolce e morbido come il latte aromatizzato alla fragola. Esiste solo l'acume di una spina. Rappresenta qualcosa di difficile".
Le riprese iniziarono il 14 settembre 2013 alla scuola media Jijok di Daejeon, concludendosi il 10 novembre seguente. Il trailer fu diffuso il 14 marzo, preceduto da un teaser la settimana prima. Il film fu distribuito nelle sale il 10 aprile 2014, attirando, nel primo giorno, 121.292 spettatori e arrivando, all'11 maggio, a un totale di 142.001 presenze. È uscito in DVD il 1º agosto 2014.